# Lewinia
Lewinia (G.R.Gray, 1859) è un genere di uccelli della famiglia dei Rallidi.

## Tassonomia
Comprende quattro specie:
- Lewinia striata (Parkes e Amadon, 1959) - rallo pettoblu;
- Lewinia mirifica (Parkes e Amadon, 1959) - rallo di Luzon;
- Lewinia pectoralis (Temminck, 1831) - rallo di Lewin;
- Lewinia muelleri (Rothschild, 1893) - rallo delle Auckland.

Precedentemente, queste specie venivano classificate tutte nel genere Rallus. Tuttavia, il loro scheletro differisce molto da quello delle specie del genere Rallus. Lo studioso Lovejoy Storrs Olson, nel 1973, sostenne che i rappresentanti del genere Lewinia avessero uno stretto rapporto di parentela con il più grande rallo di Cuvier (Dryolimnas cuvieri), originario del Madagascar, la cui struttura scheletrica è quasi identica. Nel 1990, durante la loro opera di revisione della tassonomia degli uccelli, Charles Sibley e Burt Monroe ritennero che i generi Dryolimnas e Lewinia non fossero poi così imparentati.

## Distribuzione e habitat
Tranne L. striata, sono tutti originari della regione australasiatica: L. striata vive in India, Indocina, nelle isole della Sonda e nella Wallacea, L. mirifica è originario delle Filippine, L. pectoralis vive nelle Piccole Isole della Sonda, in Nuova Guinea e nell'Australia orientale, mentre il raro L. muelleri è endemico delle isole Auckland.